# South Fork Tuolumne River
La South Fork Tuolumne River est un cours d'eau américain qui s'écoule dans le comté de Tuolumne, en Californie. Ce ruisseau de la Sierra Nevada se forme au sein du parc national de Yosemite puis, s'écoulant généralement d'est en ouest, le quitte pour la forêt nationale de Stanislaus, où il se jette finalement dans la Tuolumne. Donc partie du bassin versant du San Joaquin, il est franchi par plusieurs ponts, le plus en amont étant le South Fork Tuolumne River Bridge.